# Mac Kac
Mac Kac, de son vrai nom Jean-Baptiste Reilles, né le 29 mai 1920 à Toulouse et mort le 17 août 1987 à Sète, est un batteur de jazz issu d'une famille gitane, connu pour avoir sorti le premier disque de rock français en 1956.

## Biographie
Jean-Baptiste « Mac Kac » Reilles enregistre en 1956, en tant que chanteur, plusieurs morceaux de rock 'n' roll en français pour la firme Versailles.
Il est le premier et l'un des rares rockers français dont l'un de ses disques est produit et distribué aux États-Unis, en 1957 sur le label Atlantic : un 33 tours titré Mac-Kac & His French Rock & Roll.[réf. souhaitée]
En 1959, il se produit avec Robert (Bob) Garcia, Bernard Vitet, Georges Arvanitas et Luigi Trussardi (de) au Club Saint-Germain. Une de ses prestations est archivée sur le site de l'Institut national de l'audiovisuel.
Il enregistre en 1960 et 1962 deux autres disques pour la firme Fontana.
Jouant régulièrement au Club Saint-Germain à Paris il en devient le directeur artistique.
Il meurt en 1987 à Sète (France) et est inhumé au cimetière Le Py, tout près de la tombe de Georges Brassens.

## Discographie

### Microsillons 45 tours simples
- 1956 : Et là-bas ? / Great big bulging eyes (Versailles 45.S.513)
- 1956 : J’en ai assez / T’es pas tombé sur la tête (Versailles 45.S.514)
- 1956 : T’es partie en socquettes / Rock, rock (Versailles 45.S.524)
- 1956 : J’ai j’té ma clef dans un tonneau d’goudron / J’vais m’en j’ter un derrière la cravate (Versailles 45.S.525)

### Microsillons super 45 tours
- 1956 : Mac-Kac Et Son Rock And Roll (Vol. I) : Et là-bas ? / J'en ai assez / Great big bulging eyes / T’es pas tombé sur la tête (Versailles 90 S 120)
- 1956 : Mac-Kac Et Son Rock And Roll (Vol. 2) : Rock, rock / T’es partie en socquettes / J’vais m’en j’ter un derrière la cravate / J’ai j’té ma clef dans un tonneau d’goudron (Versailles 90 S 135)
- 1960 : La complainte de Mackie (Mack the knife) (Kurt Weill - André Mauprey) / Ça va comme ça (When the saints go marching in) (Georges Garvarentz - Claude Nicolas) / C'est si bon (Henri Betti - André Hornez) / Mon rêve d'amour (You stepped out of a dream) (Nacio Herb Brown - Gus Kahn - Georges Tabet - André Tabet) (Fontana 460 673)
- 1962 : Ça commence (Jean-Yves Gran - Pierre Delanoë) / C’est peut-être l’amour (Almost like being in love) (Frederick Loewe - Alan Jay Lerner - Henri Lemarchand) / Il aimait l’automne (In a mellow tone) (Duke Ellington - Milt Gabler - Robert Chabrier - Jacques Demarny) / Zou bisou bisou (Zoo be zoo be zoo) (Bill Shepperd - Alan Tew - Michel Rivgauche) (Fontana 460 785)

### Microsillon 33 tours 25 cm
- 1956 : Mac-Kac Et Son Rock And Roll : Et là-bas ? / J'en ai assez / Great big bulging eyes / T'es pas tombé sur la tête / Qu'est-ce que t'as, mon vieux ? / Le rouquin râle / Moi j'suis dans le coup / J'tuerai l'voyou qui a bu tout mon vin de messe/ J'vais m'en jeter un derrière la cravate / J'ai j'té ma clef dans un tonneau d'goudron (Versailles STD 2011)

### Microsillon 33 tours 30 cm
- 1957 : Mac-Kac & His French Rock & Roll : J'vais m'en jeter un derrière la cravate (Moustache - Sacha Distel) / T'es pas tombé sur la tête (See You Later, Alligator) (Robert Guidry - Fernand Bonifay) / Qu'est-ce que t'as, mon vieux ? (Pierre Delanoë - Raymond Bernard) / Le rouquin râle (Moustache - Sacha Distel) / J'en ai assez (Eddie my love) (Aaron Collins - Maxwell Davis - Sam Ling - Jacques Datin) / T'es partie en socquettes (Moustache - Sacha Distel) / Moi j'suis dans le coup (Saints rock and roll) (Bill Haley - Milt Gabler - Michel Marc Lanjean) / Great big bulging eyes (Bill Byers - Sacha Distel) / J'ai j'té ma clef dans un tonneau d'goudron (Moustache - Sacha Distel) / J'tuerai l'voyou qui a bu tout mon vin de messe (Moustache - Sacha Distel) / Et là-bas ? (François Llenas - Sacha Distel) / Rock rock (Bernard Michel - Jeff Davis) (Atlantic 8012)

Bibliographie
- Thierry Liesenfeld, Rock and Roll à la française 1956 - 1959, éditions Saphyr, et Kalohé, 2010. Coffret comprenant un livre de 235 pages et 6 CD avec 6 enregistrements de Mac-Kac sur le CD intitulé " 1956 - Les prémices du rock and roll français "